# Georgeta Țălnar
Georgeta Țălnar (născută Georgeta Mărginean; n. 2 august 1960, Alba Iulia – d. 11 mai 2017) a fost o pictoriță română. A lăsat în urmă peste 500 de piese artistice, între care două lucrări remarcate la Simpozionul Internațional de Pictură sub egida UNESCO, Zervas Art & Clubs și patru lucrări pictate folosind cafea ca material de pigment.

## Repere biografice - 2 august 1960 – 11 mai 2017
1. Născută la Alba Iulia în data de 2 august 1960, din părinți ardeleni: Gheorghe și Ana-Maria Mărginean, a fost a doua dintre cele patru fiice
2. În 1979 susține examenul la Secția de Pictură a Facultății de Arte Plastice din București, la care însă renunță din motive familiale în 1980, când se căsătorește cu Cornel Țălnar
3. Devine mamă a celor trei copii, George, Ana și Alexandra în 1981, 1984 respectiv 1986
4. În 2015 urmează cursul de Grafică al Centrului Cultural Augustin Bena [2], a cărui diplomă de absolvire o primește post-mortem în 2018 ca recunoaștere a meritului artistic
5. Trece în neființă la data de 11 mai 2017 pierzând bătălia cu cancerul, după o viață trăită sub motto-ul „Nu duci cu tine decât ceea ce dăruiești!”

## Repere artistice
Georgeta Țălnar începe să creeze în preajma anului 1978, în pregătire pentru examenul de admitere la Facultatea de Arte Plastice. În această perioadă creează peste 150 dintre cele 500 de lucrări.
Dedicată familiei, ia o pauză de la creație până în anul 2013, când revine în mediul artistic la evenimentul „Portrete și caricaturi” timid cu câteva portrete, inclusiv unul dăruit lui Charles Neave-Hill .
Contactul cu mediul creativ de la Centrul Cultural „Augustin Bena” îi alimentează elanul creativ și ca urmare a invitațiilor repetate de pe parcursul anului 2016 de către președintele Federației Mondiale de Artă Zervas Art Clubs, Panagiotis Zervas, participă în ianuarie 2017 la Simpozionul Internațional de Pictură din  	Thessaloniki, Grecia. Aici participă cu două lucrări, „Dans tradițional românesc” și „Femeia în port național”, bine primite de către participanți.
În 19 martie 2017 artista susține expoziția proprie „Culorile sufletului meu” în cadrul evenimentului „Zilele francofoniei” din Alba Iulia. Aici expune aproximativ 20 de lucrări.
În 24 – 26 mai 2017, la Praga, postum, are loc simpozionul dedicat în onoarea și memoria artistei sub egida UNESCO și Zervas Art & Clubs unde sunt expuse alte 3 lucrări din portofoliul artistic.
În 12 mai 2018, la Alba Iulia, în spațiile MUSEIKON are loc vernisajul expoziției de artă plastică „Geta Țălnar - Culorile sufletului meu”, ocazie cu care a fost publicat sub egida Bibliotecii Naționale a României și catalogul cu cele mai reprezentative lucrări ale artistei.